# Calliandra paterna
Calliandra paterna är en ärtväxtart som beskrevs av Rupert Charles Barneby. Calliandra paterna ingår i släktet Calliandra och familjen ärtväxter. Inga underarter finns listade i Catalogue of Life.